# Косци
Косци (Opiliones) су зглавкари који веома личе на пауке, али се од њих разликују по јако дугим, танким ногама које се лако ломе. У случају опасности могу да одбаце екстремитете. Име су вероватно добили по томе што се најчешће налазе у свежем сену у време косидбе. Поред тога могу се наћи и у влажним стаништима, пећинама а многе од њих су ноћне животиње. Познато је преко 6.650 врста косаца широм света, а процењује се да укупан број постојећих врста премашује 10.000. Ред Opiliones обухвата пет подредова: Cyphophthalmi, Eupnoi, Dyspnoi, Laniatores, и Tetrophthalmi, који је именован 2014. године.

## Спољашња анатомија
Тело им је подељено на два региона, који су широко спојени:
- прозому, одговара главеногрудном региону и
- опистозому, трбушни део.

На прозоми се налази 6 пари екстремитета:
1. пар су хелицере које се састоје од три чланка и завршавају се клештима; помоћу хелицера се врши дробљење хране; у њиховој близини су отвори жлезда које луче секрет снажног мириса;
2. пар у педипалпи који су слични ногама за ходање само што су краћи од њих; када су узнемирени подижу педипалпе јер се на њиховим крајевима налазе чулне ћелије;
3. четири пара ногу за ходање чија дужина неколико пута превазилази дужину тела које је спуштено ниско па се средишњи део ногу налази изнад тела.

Опистозома се састоји од 9 сегмената, али се јасно уочава само 7 пошто су први и други сегмент срасли и образују оперкулум, поклопац на коме се налазе полни отвори.

## Унутрашња анатомија
За разлику од других пауколиких животиња класе арахнида косци не узимају само течну, полусварену храну већ и парчиће чврсте хране. Хране се врло разноврсно деловима биљака, живим и мртвим инсектима које хватају педипалпима, а ови их додају хелицерама на мацерирање.
Излучивање врше паром коксалних жлезда које се изливају између места поласка трећег и четвртог пара ногу.
Крвни систем је отворен са срцем које има два пара остија.
Косци дишу помоћу система трахеја.
Полни органи се отварају на оперкулуму. Женски полни систем садржи и легалицу (овипозитор) на трбушној страни опистозоме, а мушки дугачку, цев обложену хитином (пенис) којом се завршава полни отвор. Мужјаци се међусобно боре да придобију женку. Женке помоћу легалице полажу на стотине јаја у групама шупљине дрвета, земљу или испод камења. Врло често легалица може да буде и три пута дужа од самог тела (видети слику). Код већег броја врста постоји и партеногенеза.

## Класификација
Ред косаца (Opiliones) подељен је на следеће подредове:
- цифофталмес (Cyphophthalmes), коме припадају врсте сличне крпељима; овом реду припада фамилија сирониде (Sironidae) чије врсте:

 и
 живе на просторима бивше Југославије;
- ланиаторес (Laniatores) обухвата углавном врсте које живе у тропима, а само неке од њих су становници Европе као што је то ендемична врста Travunia vjetrenicae из Херцеговине;
- палпаторес (Palpatores) распрострањен у холарктичкој области; у Србији живе родови: